# Georgi Pawlowitsch Lopato
Georgi Pawlowitsch Lopato (russisch Георгий Павлович Лопато; * 23. August 1924 bei Gomel, Weißrussische Sozialistische Sowjetrepublik; † April 2003 in Minsk) war ein belarussischer Computerpionier.
Sein Vater war bäuerlichen Ursprungs und wurde Professor an der Moskauer Hochschule für Landwirtschaftstechnik. Lopato diente im Zweiten Weltkrieg in der Sowjetischen Armee in der Luftabwehr um Moskau. Ab 1946 studierte er Elektrotechnik am Moskauer Institut für Elektrotechnik mit dem Abschluss 1952. Er ging an das All-Unions Forschungsinstitut für Elektromechanik (ASRIE) unter Leitung von Andranik Gewondowitsch Iossifian (1905–1993). Dort entstand ein von Isaak Semjonowitsch Bruk entworfener Computer, der M-3. Lopato wurde ein Experte für die M-3 (und entwickelte diese weiter, z. B. um einen Ferritkern-Speicher), die auch in Ungarn und China nachgebaut wurde. 1958 reiste Lopato nach Peking, um dort den Nachbau zu beraten. 1959 ging er auf Einladung der Belarussischen Regierung nach Minsk als leitender Ingenieur eines speziellen Ingenieurbüros für Computer und einer Produktionsstätte, an der zunächst 1959 M-3 Computer gebaut wurden. Er leitete dort ab 1960 den Entwurf und Bau des Röhrencomputers Minsk-1, der von 1960 bis 1964 produziert wurde. 1964 wurde er Leiter des Minsker Designbüros, was er bis zum Ruhestand 1987 blieb. Dort wurden zahlreiche Computer und Input/Output Geräte entworfen und Lopato selbst war am Entwurf verschiedener Computer der Minsk Serie und ES Serie wesentlich beteiligt. Die Minsk entstand aus der M-3. Der Höhepunkt der Entwicklung war die Minsk-32 von 1968 (Entwickler Wiktor Wladimirowitsch Prschijalkowski). Sie lief mit Cobol, Fortran, einer Algol Version (Algams) und einer systemnäheren Sprache AKI (für Autocode Ingenieur) neben der eigentlichen Assemblersprache SSK. Die Organisation in Minsk war so effektiv, dass manchmal nur wenige Monate vom fertigen Entwurf bis zur Serienproduktion vergingen.
Die Minsk Serie lief um 1975 aus, als man in der Sowjetunion beschloss, auf eine Entwicklung eines Klons der System/360 und 370 Serie von IBM zu setzen (ES EVM genannt).
1969 wurde er promoviert (Kandidatentitel) und 1976 habilitiert (russischer Doktorgrad). 1979 wurde er korrespondierendes Mitglied der Sowjetischen Akademie der Wissenschaften und 1980 Professor. 1983 erhielt er den Leninorden.
Auch nach seinem Ruhestand war er an seinem alten Designbüro als Berater tätig und lehrte ab 1996 an der unabhängigen Universität Schirokow-Institut für modernes Wissen.
2000 erhielt er den Computer Pioneer Award. 1970 erhielt er und das gesamte Team des Minsk Computers den Staatspreis der UdSSR. 1995 wurde er Mitglied der Belarussischen Akademie der Wissenschaften.